# Chêne de Rumskulla
Le chêne de Rumskulla (ou chêne de Kvill) est un chêne pédonculé (Quercus robur L., 1753) situé à Norra Kvill dans la paroisse de Rumskulla dans la municipalité de Vimmerby, mais très exactement à 20 km au Nord-ouest de Vimmerby du comté de Kalmar, partie continentale de la province du Småland en Suède. 
Cet arbre remarquable est appelé Kvilleken, en précisant que Ek signifie chêne en Suédois, Le préfixe "kvill" est lié au verbe "kvillra", onomatopée pour le doux bruit de l'eau en mouvement, peu surprenant compte tenu de la proximité de la petite rivière Stångån.
Selon la tradition orale locale, l'arbre est appelé le Chêne du Christ, car il aurait poussé d'un gland tombé au moment de la naissance du Christ. Le chêne est placé sous protection depuis 1928, mais a été considéré comme étant digne d'être préservé dès 1905, lorsque six pierres furent placées autour de son tronc. Il est aussi plus connu sous le nom de RumskullaEken, car il se trouve dans la paroisse de Rumskulla, située dans le comté de Kalmar. Le nom Rumskulla est dérivé de la forme plus ancienne Romfarakulla (signifiant littéralement : Rome + voyage + colline), car ce quartier était une étape et un lieu de repos pour les pèlerins qui partaient pour Rome.
Le chêne de Rumskulla est considéré comme étant le plus gros chêne d'Europe avec ses 14,75 m de circonférence. Kvilleken ou Rumskullaeken fait partie du patrimoine suédois. Son âge est estimé entre 900 et 1000 ans. Il devient le plus gros chêne d'Europe en 1998, à la mort du chêne de l'empereur en Bosnie[réf. nécessaire].
D'abord reconnu en tant qu'objet naturel national d'intérêt auprès du Conseil du patrimoine national suédois puis en 2008, la réserve naturelle de Kvill (suédois : Kvills naturreservat) est créée autour du chêne. Le terrain appartient à l'État suédois par l'intermédiaire de l'Agence suédoise de protection de l'environnement. La réserve s'étend sur 29,4 hectares (73 acres) afin de préserver un paysage traditionnellement ouvert avec de grands chênes et autres arbres à feuilles caduques qui contraste avec les pinèdes voisines. La réserve est adjacente au parc national de Norra Kvill.

## Histoire de l'arbre remarquable
Kvilleken a été décrit une première fois en 1772 par le bailli du district Magnus Gabriel Craelius dans son livres Försök till ett landskaps beskrivning ("essai de description du paysage", c'est la plus ancienne description. Gabriel Graelius a mesuré sa circonférence à 22 aunes, 13,06 mètres, sans toutefois donner d'information sur sa hauteur. L'arbre était également creux à cette époque et servait de remise à outils.
Puis, le botaniste danois Johannes Eugenius Bülow Warming l'a décrit en 1917, et mesuré sa circonférence à 12,75 m, mais toujours sans donner d'information sur sa hauteur.
Bertil Lindquist, professeur de botanique a estimé son âge entre 750 et 950 ans, probablement 850 ans, en 1939 par dendrochronologie près du centre, et en comparant le taux de croissance avec des arbres plus jeunes dans la région avec des troncs intacts. Cependant, désormais onle considère comme ayant atteint le millénaire.
Actuellement, de solides sangles maintiennent Kvilleken. Une bande d'acier avait été tendue dans les années 1950 pour soutenir le tronc. En 2005, quelqu'un a coupé cette bande estimant qu'elle était nocive pour l'arbre. Un peu plus haut une chaine maintient le tronc.

## Les mesures de protection récentes de l'arbre
En 1998, l'escalade dans le chêne a été interdite. L'arbre est désormais complètement creux. Il est interdit de s'en approcher à moins de 5 mètres.
En 2012, l'état de l'arbre étant quelque peu préoccupant, la réserve a fait appel à des experts suédois et internationaux au chevet de l'arbre qui ont procédé à des analyses poussées. De ce fait, la bande d'acier replacée en 2005 a été remplacée par des fils.
En 2018, les experts ont estimé que la bande d'acier mise en place avait "stressé" l'arbre. Il a subi alors une manifestation fongique qu'ils ont soigné. Selon, Jerry Svenson de la réserve de Kvill, la bande de fer placée en 2005 n'avait pas laissé suffisamment d'espace entre l'écorce et la bande ce qui provoqué ces attaques fongiques. De plus, l'arbre aurait souffert de déshydratation, ce qui a empêché le développement des racines fines.
Les experts ont donc placé un matériau fait de feuilles fines pour stimuler la pousse de nouvelles racines fines. les feuilles ont été pulvérisées avec des extraits d'algues pour les purifier. Les infestations d'insectes ont diminué.
Les mesures de 2018 attribuent à Kvilleken un volume de 60 mètres cubes, une hauteur de 14m en plus de sa circonférence déjà citée de 14,75m qui se situe à hauteur de poitrine.